# Narraga kasyi
Narraga kasyi là một loài bướm đêm trong họ Geometridae.